# Bassin

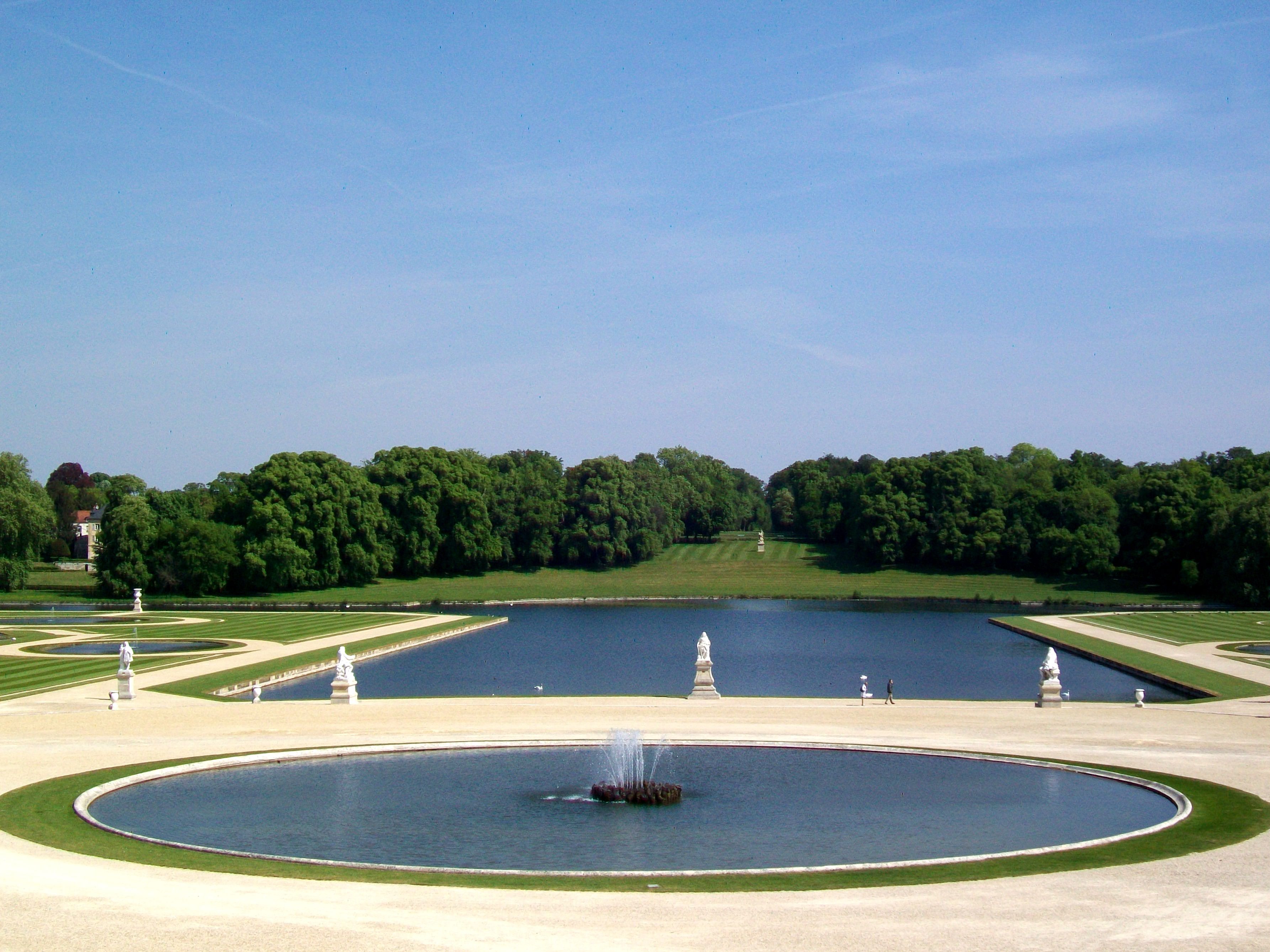
Bassins im Park des Schlosses Chantilly

Ein Bassin (französisch, IPA: [baˈsɛ̃ː], anhörenⓘ) ist ein künstlich angelegtes Wasserbecken. Es wird unter anderem in der geometrischen Gartenkunst verwendet, da es im Gegensatz zum künstlichen See nur aus geometrischen Basisformen (z. B.: Rechteck, Kreis, Ellipse) oder deren Kombination (z. B.: Rechteck mit aufgesetztem Halbkreis) besteht. Auch in der Tierhaltung/Zoo werden große Wasserbecken als Bassin bezeichnet. Ebenso können Wasserbecken für Filmaufnahmen oder für das Schwerelosigkeitstraining von Astronauten als Bassin bezeichnet werden.
Die runden Wasserbecken von Teleskop-Gasbehältern werden ebenso als Bassin bezeichnet.
Die Maschinenfabrik Augsburg Nürnberg (MAN), ein ehemaliger Gasbehälter-Hersteller, hat sich dafür die Bauart Wölbbassin patentieren lassen.
Aus dem Freizeitbereich ist das Schwimmbassin bekannt.